# Młodzieżowy Puchar Polski w piłce nożnej plażowej
Młodzieżowy Puchar Polski w piłce nożnej plażowej – zawody zespołów młodzieżowych (do lat 21) piłki nożnej plażowej rozgrywane od 2018 roku. Organizatorem turnieju jest Polski Związek Piłki Nożnej.

## Mecze finałowe
| Sezon | Data finału | Zwycięzca            | Wynik | Finalista            |                | Trzecie miejsce | Miejsce |
| ----- | ----------- | -------------------- | ----- | -------------------- | -------------- | --------------- | ------- |
| 1.    | 10.06.2018  | KP Łódź              | 6:2   | Hemako Sztutowo      | Team Słupsk    | Gdańsk          |         |
| 2.    | 21.07.2019  | Tonio Team Sosnowiec | 2:1   | Pro-Fart Głowno      | KP Łódź        | Gdańsk          |         |
| 3.    | 04.07.2021  | UKS Milenium Gliwice | 4:1   | Pro-Fart Głowno      | Boca Gdańsk    | Gdańsk          |         |
| 4.    | 17.07.2022  | UKS Milenium Gliwice | 7:4   | Boca Gdańsk          | Boruta Zgierz  | Gdańsk          |         |
| 5.    | 23.07.2023  | Boca Gdańsk          | 6:3   | UKS Milenium Gliwice | TS&FC10 Zgierz | Gdańsk          |         |
| 6.    | 14.07.2024  | KP Łódź              | 5:1   | Laktoza Łyszkowice   | FC10 Zgierz    | Gdańsk          |         |
| 7.    | 27.07.2025  |                      |       |                      |                | Gdańsk          |         |

## Triumfatorzy i finaliści Pucharu Polski
| Lp. | Nazwa klubu          | Zwycięzca | Finalista | Trzecie miejsce | Lata triumfów |
| --- | -------------------- | --------- | --------- | --------------- | ------------- |
| 1.  | UKS Milenium Gliwice | 2         | 1         | 0               | 2021, 2022    |
| 2.  | KP Łódź              | 2         | 0         | 1               | 2018, 2024    |
| 3.  | Boca Gdańsk          | 1         | 1         | 1               | 2023          |
| 4.  | Tonio Team Sosnowiec | 1         | 0         | 0               | 2019          |
| 5.  | Pro-Fart Głowno      | 0         | 2         | 0               |               |
| 6.  | Hemako Sztutowo      | 0         | 1         | 0               |               |
| 7.  | FC10 Zgierz          | 0         | 0         | 2               |               |
| 8.  | Boruta Zgierz        | 0         | 0         | 1               |               |